# Siro di Genova
San Siro (Genova, ... – 29 giugno 381 circa) è stato un vescovo italiano, fu uno tra i primi vescovi di Genova.

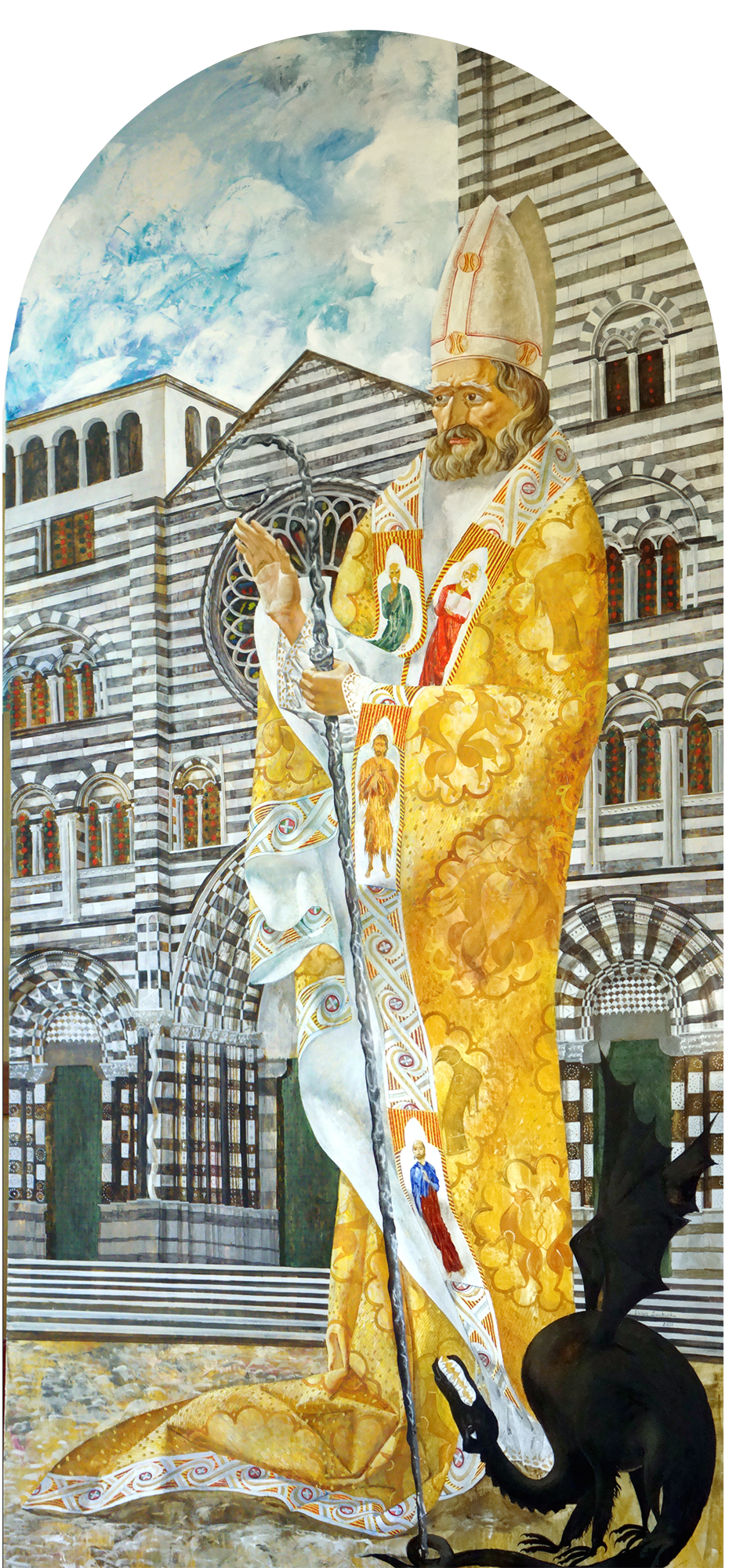
San Siro. Dipinto dall'artista Denys Savchenko. Genova. Chiesa dei Santi Pietro e Teresa del Bambin Gesù

Da lui la sede vescovile di Genova prende il nome di Cattedra di San Siro.

## Biografia
Il nome di Siro è riportato dal beato Jacopo da Varagine (Varazze), vescovo genovese del XIII secolo, nella sua storia della diocesi. Egli riporta i seguenti nomi dei vescovi di Genova del IV secolo: Valentino, Felice, Siro, Romolo. Altre fonti storiche situano invece la sua vita nel VI secolo.
Secondo gli studi più accreditati sarebbe nato nel fondo vescovile di Molliciana (oggi Molassana, nella Val Bisagno), in località Struppa, dove oggi si trova un'antica chiesa a lui intitolata.
Una tradizione dice che fu figlio di un certo Emiliano Dolcino, sposato con una buona cristiana nata a Nervi. I genitori l'avrebbero affidato al vescovo Felice perché lo educasse.
Dopo averlo ordinato diacono, il vescovo Felice lo inviò a Villa Matutia (l'odierna Sanremo). Siro sarebbe stato inviato ad aiutare il presbitero Ormisda, lì presente con la funzione corepiscopo, cioè rappresentante del vescovo, ovvero collaboratore dello stesso. A Sanremo Siro avrebbe liberato dal demonio la figlia del questore Galliano.
A Tabia (Taggia) avrebbe realizzato un esorcismo sulla figlia di un certo Gallione, ricco esattore delle imposte, il quale si sarebbe per questo convertito al Cristianesimo e avrebbe donato alla Chiesa vasti possedimenti nei pressi del torrente Argentina.
Dopo alcuni anni, Siro sarebbe stato richiamato a Genova dal vescovo Felice ed alla morte di questi sarebbe stato acclamato vescovo della città.
Racconta la leggenda che a quel tempo a Genova c'era un grosso basilisco che stava in fondo a un pozzo, appestando col suo fiato la città. San Siro dopo un triduo di preghiere e penitenza andò presso il pozzo, vi calò un secchio e ordinò al basilisco di entrarvi. L'animale obbedì al santo che, dopo averlo tirato su dal pozzo gli ordinò di gettarsi in mare. Il basilisco obbedì e scomparve per sempre. Con questa leggenda si voleva probabilmente ricordare la lotta condotta dal santo per combattere l'eresia ariana, simboleggiata dal mostruoso animale.
In vico San Pietro della Porta esiste una lapide marmorea (del 1580) che raffigura san Siro nell'atto di sottomettere il serpente basilisco, con l'iscrizione: Hic est puteus ille ex quo Beatissimus Syrus Episcopus quondam Januensis exthrasit dyrum serpentem nominem basiliscum CCCCLXXX, ("Qui si trova il pozzo dal quale il Beatissimo Siro, arcivescovo di Genova, fece uscire il terribile serpente di nome basilisco - 480").
Le fonti sono concordi nell'indicare in una trentina d'anni la durata del suo episcopato.

## Culto
Il Martirologio Romano colloca la sua morte al 29 giugno, probabilmente del 381, tuttavia nelle chiese liguri a lui dedicate la sua festa si celebra il 7 luglio, giorno in cui viene commemorata la traslazione delle sue reliquie nella cattedrale genovese di San Lorenzo (7 luglio 1019) ad opera del vescovo Landolfo I.
Sarebbe morto vecchio e in fama di santità.
Fu sepolto a Genova, nella Basilica dei Dodici Apostoli, che gli fu poi intitolata. 
Si racconta che mentre il suo corpo veniva portato alla basilica, un nauclerio libico raccolse con un fazzoletto il sangue che il vescovo perdeva dal naso. Quando l'uomo tornò al suo paese il fazzoletto compì molti miracoli tra cui la guarigione di bambini.
Oltre a quelle già ricordate di Genova e Struppa, altre chiese a lui intitolate si trovano a Nervi, Langasco (Campomorone) e Viganego (Bargagli).
A Sanremo gli fu dedicata l'attuale concattedrale. Le reliquie del santo sarebbero custodite in parte nell'altare maggiore della cattedrale di San Lorenzo, e in parte nell'altare maggiore della Basilica di S. Siro, insieme a quelle dei tre santi vescovi Valentino, Felice e Romolo.
Il Puget progettò l'altare maggiore della Basilica di S. Siro proprio come tomba per il santo.
A Roburent (CN) la chiesa parrocchiale è anch'essa dedicata a San Siro.